# Socialism agrar

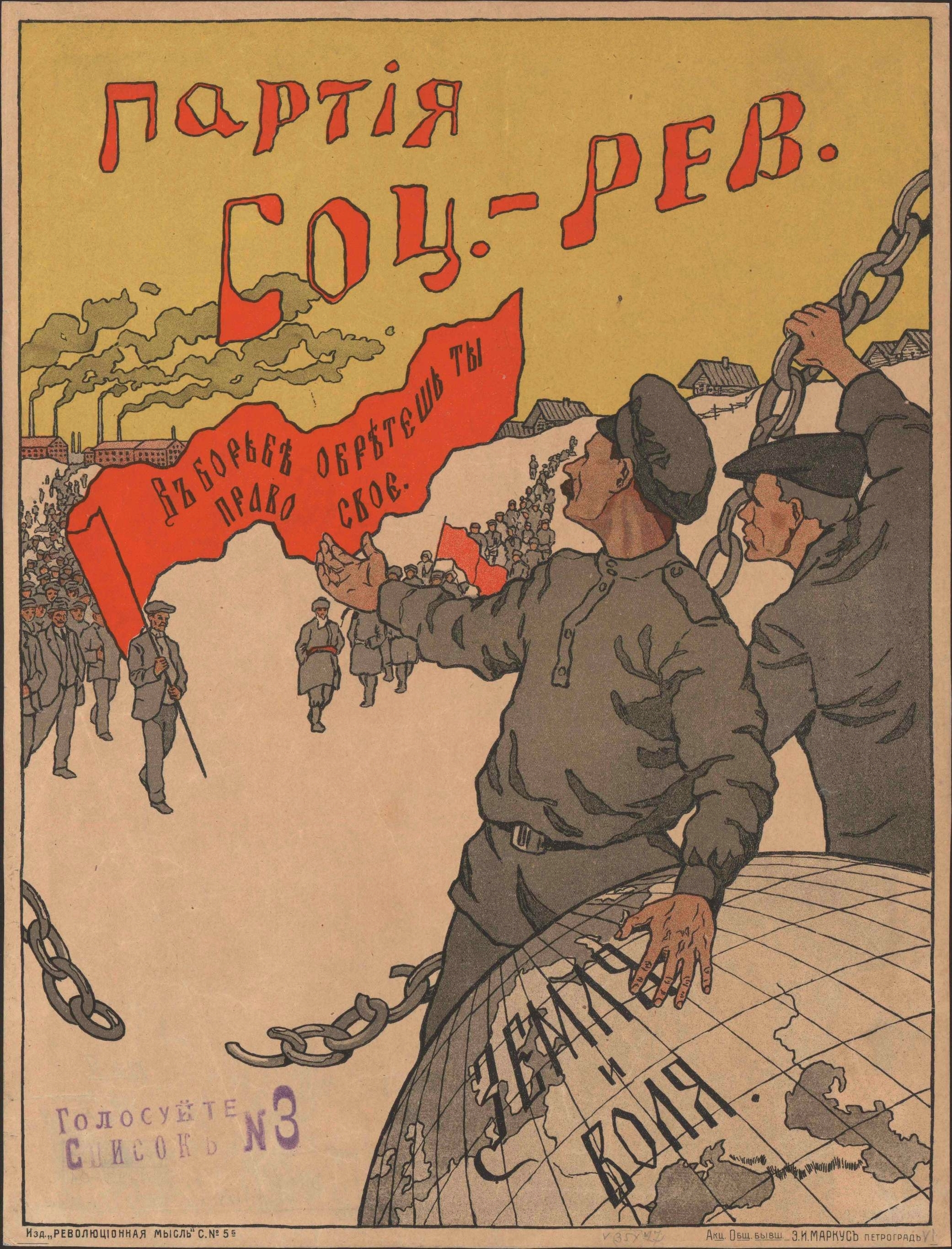
Afiș electoral socialist-revoluționar din 1917: pe legenda cu roșu este scris партия соц-рев (în rusă), prescurtare pentru „Partidul Revoluționar Socialist”. Steagul poartă deviza partidului В борьбе обретешь ты право свое ("Prin luptă îți iei drepturile"), iar pe globul apare sloganul земля и воля ("pământ și libertate"); ele exprimă ideologia socialistă agrară a partidului.

Socialismul agrar este o ideologie politică care promovează colectivizarea producției agricole spre deosebire de proprietatea privată. Socialismul agrar presupune distribuția terenurilor agricole în mod egal în cadrul satelor țărănești colectivizate. Multe mișcări socialiste agrare au avut tendința de a fi rurale (cu accent pe descentralizare și forme non-statale de proprietate colectivă), concentrate local și tradiționale. Guverne și partide politice care au căutat politici agrare socialiste au existat în întreaga lume, în regiuni precum Europa, Asia, America de Nord, America Latină și Africa.
Exemplele de partide socialiste agrare din Europa includ Partidul Socialist Revoluționar (SR). SR-ii a fost un partid politic socialist agrar proeminent în Rusia de la începutul secolului al XX-lea în timpul Revoluției Ruse. SR-ii a avut mult sprijin în rândul țărănimii rurale din Rusia, care a susținut în special programul lor de socializare a pământului în defavoarea programului bolșevic de naționalizare a pământului - mai degrabă împărțirea pământului între țăranii arendași decât colectivizarea sub conducerea statului autoritar.
Exemplele din Asia includ Partidul Comunist Chinez (PCC) din anii 1940 până în anii 1970 și Partidul Comunist din Kampuchea sau Khmer (PCK) din Cambodgia anilor 1970. De-a lungul perioadei de la jumătatea secolului al XX-lea, PCC a urmat o agendă de politică de socialism agrar în Republica Populară Chineză (RPC). Inspirați de Marele Salt înainte al PCC, din 1975 până în 1979, PCK și Khmerii Roșii au implementat o politică extremă de mutare a întregii populații urbane în mediul rural pentru a deveni fermieri, ceea ce a dus la foamete în întreaga societate.
Exemple de partide socialiste agrare din America de Nord includ Partidul Socialist din Oklahoma și Co-operative Commonwealth Federation (CCF) din Canada. În Statele Unite, Partidul Socialist din Oklahoma s-a bucurat de o importanță politică locală în primii 20 de ani ai secolului al XX-lea ca partid socialist agrar. În 1944, CCF a format primul guvern socialist democratic din America de Nord, în provincia canadiană Saskatchewan.
Exemplele din America Latină includ Mișcarea Muncitorilor fără Pământ din Brazilia, Partidul Comunist din Cuba și Huasteca mexicană. Fondată în 1984, Mișcarea Muncitorilor fără Pământ din Brazilia a fost o mișcare socialistă care urmărea reforma agrară în Brazilia. După Revoluția cubaneză, noul Partid Comunist din Cuba a urmat politici agrare socialiste, inclusiv prin Legea reformei agrare din 1959 și Legea reformei agrare din 1963. Impulsionate de conflictul dintre cultura indigenă huastecă și imperialismul spaniol, mișcările și sentimentele socialiste agrare s-au dezvoltat în Mexicul secolului al XIX-lea.